# Emma Murray
Pour les articles homonymes, voir Murray.
Emma Murray, née le 23 février 1978 à Hornsby, est une traileuse australienne. Elle a remporté deux titres de championne du monde de course en montagne longue distance en 2005 et 2006.

## Biographie
Elle débute l'athlétisme en cross-country durant ses études, puis se met à la course à pied en 2000. Elle participe également à des épreuves de rogaine, d'abord en tant que loisir, puis se pique au jeu de la compétition. En 2004, elle remporte le titre féminin des championnats d'Australie avec Julie Quinn,.
Elle signe son premier succès marquant en remportant la victoire au Six Foot Track Marathon 2005. Elle se classe huitième scratch et devient la première femme à terminer sous la barre des 4 heures,. Elle prend ensuite part au Challenge mondial de course en montagne longue distance 2005 à Cauterets. Seule Australienne engagée, elle est inconnue parmi le peloton. Elle surprend tout le monde en remportant la victoire avec une impressionnante marge de plus de 18 minutes.
En 2006, elle devient championne d'Australie de course en montagne. Elle défend ensuite avec succès son titre de championne du monde de course en montagne longue distance en remportant le marathon de Pikes Peak devant la favorite locale, Danelle Ballengee.
Elle travaille en tant que scientifique de l'environnement chez Geoscience Australia (en).

## Palmarès

### Route
| Année | Compétition          | Lieu     | Place | Épreuve  | Performance     |
| ----- | -------------------- | -------- | ----- | -------- | --------------- |
| 2006  | Marathon de Canberra | Canberra | 2e    | Marathon | 2 h 45 min 42 s |

### Trail
| no  | féminin       | Course                                                  | Longueur | Départ          | Temps           |
| --- | ------------- | ------------------------------------------------------- | -------- | --------------- | --------------- |
| 5e  | Médaille d'or | Brindabella Classic                                     | 55,4 km  | 24 octobre 2004 | 4 h 37 min 14 s |
| 8e  | Médaille d'or | Six Foot Track                                          | 45 km    | 12 mars 2005    | 3 h 44 min 5 s  |
| 18e | Médaille d'or | Challenge mondial de course en montagne longue distance | 42 km    | 24 juillet 2005 | 4 h 37 min 29 s |
| 2e  | Médaille d'or | Brindabella Classic                                     | 55,4 km  | 23 octobre 2005 | 4 h 5 min 14 s  |
| 4e  | Médaille d'or | Six Foot Track                                          | 45 km    | 11 mars 2006    | 3 h 37 min 28 s |
| 1re | Médaille d'or | Championnats d'Australie de course en montagne          | 8,3 km   | 29 avril 2006   | 49 min 27 s     |
| 11e | Médaille d'or | Challenge mondial de course en montagne longue distance | 42,2 km  | 20 août 2006    | 4 h 21 min 9 s  |
|     | Médaille d'or | Fitzroy Falls Fire Trail Marathon                       | 42,2 km  | 14 octobre 2006 | 3 h 9 min 3 s   |

## Records
| Épreuve  | Performance     | Date         | Lieu     |
| -------- | --------------- | ------------ | -------- |
| Marathon | 2 h 45 min 42 s | 9 avril 2006 | Canberra |